# Мещанинов, Пётр Николаевич
Пётр Николаевич Мещани́нов (9 июля 1944, Москва — 18 ноября 2006, там же) — российский пианист и теоретик музыки. Как исполнитель, специализировался на музыке XX века, в том числе пропагандировал музыку С. А. Губайдулиной. Был женат на С. Губайдулиной с 1992 года и до своей смерти. С конца 1960-х гг. работал над элементарной теорией музыки нового типа (опубликована фрагментарно).

## Очерк биографии и творчества

П. Н. Мещанинов со своей женой С. А. Губайдулиной (фото не позднее 2006)

В 1968 году окончил Московскую консерваторию по классу фортепиано Д. Д. Благого. В 1968—1991 годах пианист Государственного симфонического оркестра СССР. Часто выступал с оркестрами под управлением Г. Н. Рождественского (в том числе первый исполнитель «Концерта тринадцати» В. П. Артёмова, 1977). Один из основателей и активных участников Московской экспериментальной студии электронной музыки (1967 — конец 1970-х годов), экспериментировал с синтезатором АНС. В 1976 г. дирижировал премьерой Концерта для фагота и низких струнных С. А. Губайдулиной, позже — её сочинениями «Concordanza», «Quatro», концерт «В тени под деревом» (2001), «Музыка для флейты, струнных и ударных» и др. С 1991 г. муж Губайдулиной; с того же года жил в Германии, сохраняя российское гражданство.
В конце 1960-х годов разработал оригинальную концепцию развития звуковысотных систем, назвал её «эволюционной элементарной теорией музыки». Некоторые свойства чисел (так называемый рост числовых полей) Мещанинов спроецировал на эволюцию гармонии европейской музыки от античности до XX в. В связи с изучением чисел Фибоначчи в 1990-е годы модифицировал свою теорию, включив в неё интерпретацию исторического развития музыкальной формы и ритма. Положения музыкально-математической теории Мещанинова нашли отражение в лекциях, прочитанных им в Москве (впервые в 1969) и в ряде городов Германии (в 1990-х гг.), в статьях и монографиях Ю. Н. Холопова и его учеников. Теоретические идеи Мещанинова оказали существенное влияние на технику и эстетику музыкальной композиции Губайдулиной.
Среди аудиозаписей — «Прометей» А. Н. Скрябина и Concerto grosso А. Я. Эшпая (с Госоркестром под управлением Е. Ф. Светланова, записи 1978 и 1979 гг.), «Экзотические птицы» О. Мессиана и «Свадебный пирог» К. Сен-Санса (с оркестром Г. Н. Рождественского, ок. 1979), «Поток» А. Г. Шнитке (реализация на синтезаторе АНС, 1969), «Квартет на конец времени» Мессиана (в ансамбле с И. Монигетти, Л. Михайловым и Л. Исакадзе, 1986). Научные труды Мещанинова хранятся в архивах Московской консерватории (не опубликованы).